# Католический университет Сан-Антонио
Католический университет Сан-Антонио (Святого Антония) (исп. Universidad Católica San Antonio), или Католический университет Мурсии (исп. Universidad Católica de Murcia) (UCAM) — частный университет в Мурсии на юго-востоке Испании, основанный в 1996 году Хосе Луис Перес-Мендоза для мирян-католиков, с благословения монсеньора Хавьера Асарга- Лабиано, епископа Картахены. UCAM готовит специалистов в различных областях науки, а также проводит курсы для иностранных студентов. Устав университета проникнут духом «новой евангелизации» и основывается на социальной доктрине Римско-католической Церкви и католической нравственности.

## История
В 1990 году папа римский Иоанн Павел II обнародовал Апостольскую Конституцию Ex Corde Ecclesiae, в которой призвал к созданию католических университетов для мирян. До этого документа только духовенство и монашество, а также ассоциированные учреждения, такие, как региональные епископские конференции и религиозные общества, согласно канонам, могли открывать высшие учебные заведения под эгидой Римско-католической Церкви. В документе отражены директивы Второго Ватиканского Собора, в котором содержится призыв увеличить участие мирян в литургической и административной жизни Церкви.
UCAM был основан Хосе Луисом Перес-Мендоса, и стал первым подобным университетом, созданным в новых условиях, представленных статьёй 3 пунктом 3 Ex Corde Ecclesiae. Член Папского совета по делам семьи и отец 14 детей, Хосе Луис Перес-Мендоса является президентом университета.
На время создания в 1996 году, в UCAM поступило и обучалось около 600 студентов. В 2012 году число студентов выросло до 10 000 человек.

## Кампус
UCAM находится в Гуадалупе, в непосредственной близости от города Мурсия (столицы одноименной области). В центре городка расположен монастырь Лос-Херонимос, построенный в XVIII веке монахами-иеронимитами. Монастырь — главное здание администрации университета. Университетская часовня является частью оригинальной структуры этого здания. На территории кампуса в последнее время было построено несколько современных зданий.

## Учебная и научная деятельность
В университете обучение ведётся на факультетах медицинском, социологии, экономики и юриспруденции, машиностроения.
В настоящее время UCAM присваивает степени бакалавра по 18 специальностям и высшие степени по 36 специальностями (27 программ магистратуры и 15 кандидатских программ). Университет поддерживает связь с 150 высшими учебными заведениями по всему миру. Обеспечение своих выпускников рабочими местами является частью образовательной программы в UCAM.